# Arichanna tatsienlua
Arichanna tatsienlua är en fjärilsart som beskrevs av Eugen Wehrli 1929. Arichanna tatsienlua ingår i släktet Arichanna och familjen mätare. Inga underarter finns listade i Catalogue of Life.